# HD17471
HD17471 — хімічно пекулярна зоря спектрального класу A0, що має видиму зоряну величину в смузі V приблизно  5,9.
Вона  розташована на відстані близько 460,7 світлових років від Сонця.

## Фізичні характеристики
Зоря HD17471 обертається 
досить швидко 
навколо своєї осі. Проєкція її екваторіальної швидкості на промінь зору становить  Vsin(i)= 54км/сек.

## Пекулярний хімічний вміст
Зоряна атмосфера GSC1785-603 має підвищений вміст 
Si
.